# Looking for a Boy
Looking for a Boy is een lied van George Gershwin uit de musical Tip-Toes (1925) op tekst van Ira Gershwin. Het lied werd voor het eerst gezongen door Queenie Smith tijdens de première in Washington op 24 november 1925. Het lied is door veel jazzartiesten gecoverd.

## Achtergrond
Ira Gershwin herinnert zich in zijn boek Lyrics On Several Occasions het volgende over het nummer 'Looking for a Boy':

..Tip-Toes Kaye staat alleen op het podium als ze het lied 'Looking for a Boy' zingt. Achter haar wordt het toneel veranderd. Ze zingt in de intro dat ze op zoek is naar een jongen. Een jongen van vijf, zes of zeven voet. Een lange jongen want zeven voet is meer dan twee meter. Maar in de tekst moest ‘seven’ rijmen op ‘Heaven’. Queenie Smith was gelukkig niet lang en haar tegenspeler Allen Kearns een stuk langer, dus het viel niet zo erg op...

## Kenmerken muziek
Het lied heeft de liedvorm: (intro) A-A-B-A. De toonsoort is G-majeur, de maatsoort 44 en het tempo is moderato. Kenmerkend voor de melodie is het gebruik van de blue note bij de terts: B – Bes, die steeds terugkeert.

De eerste acht maten van het lied:

## Vertolkers (selectie)[4]
- Ella Fitzgerald
- Beverley Kenney
- Vince Guaraldi
- Eddie Duran
- Dean Reilly
- Julie Andrews
- June Christy
- Sarah Vaughan
- Freddie Redd
- Eileen Farrell
- Ernestine Anderson
- Susie Arioli
- Jordan Officer
- Percy Faith
- Champ Butler
- Marian Bruce
- Jacy Parker
- Marni Nixon
- Chris Connor
- Dorothy Dickson
- Eartha Kitt
- Marian McPartland
- Rolf Ericson
- Benny Carter
- Maxine Sullivan
- Dexter Gordon
- Adelaide Robbins
- Bill Potts